# 2015 no desporto
Nesta página encontram-se os fatos e referências do desporto que aconteceram durante o ano de 2015.

## Eventos

### Eventos Multidesportivos
- Universíada de Inverno
  - De 24 de janeiro a 1 de fevereiro em  Štrbské Pleso
  - De 4 a 14 de fevereiro em  Granada
- 27 de fevereiro a 7 de março - Surdolímpiada de Inverno, em  Khanty-Mansiysk
- 12 a 28 de junho - Jogos Europeus, em  Baku
- 3 a 14 de julho - Universíada de Verão, em  Gwangju
- 4 a 18 de julho - Jogos do Pacífico, em  Port Moresby
- 10 a 26 de julho - Jogos Pan-Americanos, em  Toronto
- 17 de julho a 2 de agosto - Campeonato Mundial de Esportes Aquáticos, em  Kazan
- 24 de julho a 2 de agosto - Special Olympics de Verão, em  Los Angeles
- 7 a 14 de agosto - Jogos Parapan-Americanos, em  Toronto
- 4 a 19 de setembro - Jogos Pan-Africanos, em  Brazzaville
- 2 a 11 de outubro - Jogos Mundiais Militares, em  Mungyeong
- 3 a 9 de dezembro - Para Jogos da ASEAN, em  Singapura
- 4 a 13 de dezembro - Jogos Sul-Americanos de Praia, em  Pimentel
- A definir
  - Jogos Pan-Arábicos, em  Beirute

### Atletismo
- 2 e 3 de maio - Mundial de Revezamento, em  Nassau
- 22 a 30 de agosto - Campeonato Mundial, em  Pequim

### Automobilismo
- 22 de janeiro a 15 de novembro - Mundial de Rally (WRC)
- 14 de fevereiro a 22 de novembro - NASCAR Sprint Cup
- 20 de fevereiro a 20 de novembro - NASCAR Truck Series
- 21 de fevereiro a 21 de novembro - NASCAR Xfinity Series
- 28 de fevereiro a 6 de dezembro - V8 Supercars
- 1 de março a 6 de dezembro - Fórmula Truck
- 8 de março a 22 de novembro - WTCC
- 8 de março a 30 de agosto - Fórmula Indy
- 15 de março a 29 de novembro - Fórmula 1
- 22 de março a 13 de dezembro - Stock Car Brasil
- 6 de abril a 25 de outubro - Blancpain Sprint Series (FIA GT)
- 12 de abril a 20 de setembro - Blancpain Endurance Series
- 12 de abril a 21 de novembro - Mundial de Endurance FIA
- 2 de maio a 18 de outubro - DTM
- 24 de maio - 500 Milhas de Indianápolis
- 13 e 14 de junho - 24 Horas de Le Mans

### Futebol
- 3 a 25 de janeiro - Copa São Paulo de Futebol Júnior
- 9 a 31 de janeiro - Copa da Ásia, na  Austrália
- 14 de janeiro a 7 de fevereiro - Campeonato Sul-Americano Sub-20, no  Uruguai
- 17 de janeiro a 8 de fevereiro - Copa Africana de Nações, na  Guiné Equatorial
- 25 de janeiro a 2 de maio - Campeonato Brasiliense
- 31 de janeiro a 3 de maio
  - Campeonato Baiano
  - Campeonato Paranaense
- 1 de fevereiro a 3 de maio
  - Campeonato Carioca
  - Campeonato Catarinense
  - Campeonato Goiano
  - Campeonato Gaúcho
  - Campeonato Mineiro
  - Campeonato Paulista
  - Campeonato Paraense
- 1 de fevereiro a 11 de maio - Campeonato Mato-Grossense
- 3 de fevereiro a 29 de abril - Copa do Nordeste
- 3 de fevereiro a 5 de agosto - Copa Libertadores da América
- 4 de fevereiro a 8 de abril - Copa do Brasil Feminino
- 8 de fevereiro a 6 de maio - Copa Verde
- 25 de fevereiro a 25 de novembro - Copa do Brasil
- 4 a 19 de março - Campeonato Sul-Americano Sub-17, no  Paraguai
- 9 de maio a 28 de novembro - Campeonato Brasileiro - Série B
- 10 de maio a 6 de dezembro - Campeonato Brasileiro
- 17 de maio a 22 de novembro - Campeonato Brasileiro - Série C
- 30 de maio a 20 de junho - Campeonato Mundial Sub-20, na  Nova Zelândia
- 11 de junho a 4 de julho - Copa América, no  Chile
- 6 de junho a 5 de julho - Copa do Mundo Feminina, no  Canadá
- 7 a 26 de julho - Copa Ouro da CONCACAF, no  Canadá e nos  Estados Unidos
- 12 de julho a 15 de novembro - Campeonato Brasileiro - Série D
- 17 de outubro a 8 de novembro - Campeonato Mundial Sub-17, no  Chile
- 10 a 20 de dezembro - Copa do Mundo de Clubes, no  Japão

### Handebol
- 15 de janeiro a 1 de fevereiro - Mundial Masculino, no  Catar
- 5 a 20 de dezembro - Mundial Feminino, na  Dinamarca

### Motociclismo
- 29 de março a 8 de novembro - MotoGP

### Polo
- 28 de janeiro a 8 de fevereiro -  Copa do Mundo de Polo em Neve da FIP, na  China
- 27 de março a 1 de abril -  Campeonato do Mundo, no  Chile

### Rugby
- 6 de fevereiro a 21 de março - Seis Nações
- 18 de julho a 8 de agosto - Rugby Championship
- 18 de setembro a 31 de outubro - Copa do Mundo, na  Inglaterra

### Tênis
- 19 de janeiro a 1 de fevereiro - Aberto da Austrália
- 7 de fevereiro a 15 de novembro - Fed Cup
- 6 de março a 29 de novembro - Copa Davis
- 24 de maio a 7 de junho - Roland-Garros
- 29 de junho a 12 de julho - Wimbledon
- 31 de agosto a 13 de setembro - US Open

### Voleibol
- 16 de maio a 19 de julho - Liga Mundial
- 26 de junho a 2 de agosto - Grand Prix
- 7 a 16 de agosto - Campeonato Mundial de Voleibol Feminino Sub-18
- 12 de agosto a 19 de agosto - Campeonato Mundial de Voleibol Feminino Sub-23
- 14 a 23 de agosto -  Campeonato Mundial de Voleibol Masculino Sub-19
- 22 de agosto a 6 de setembro - Copa do Mundo Feminina, no  Japão
- 24 a 31 de agosto -  Campeonato Mundial de Voleibol Masculino Sub-23
- 8 a 23 de setembro - Copa do Mundo Masculina, no  Japão
- 11 a 19 de setembro - Campeonato Mundial de Voleibol Feminino Sub-20
- 11 a 20 de setembro - Campeonato Mundial de Voleibol Masculino Sub-21

## Fa(c)tos

### Janeiro
- 1 de janeiro - O  Gamba Osaka vence a Copa do Imperador de Futebol
- 12 de janeiro -  Cristiano Ronaldo e  Nadine Kessler são escolhidos pela FIFA como os melhores jogadores de 2014
- 17 de janeiro - O  Pinheiros vence a Copa Brasil de Voleibol Feminino
- 24 de janeiro - O  Taubaté vence a Copa Brasil de Voleibol Masculino
- 25 de janeiro
  - O  Corinthians vence a Copa São Paulo de Futebol Júnior
  -  Scott Dixon,  Tony Kanaan,  Kyle Larson e  Jamie McMurray, com um Riley - Ford EcoBoost, vencem as 24 Horas de Daytona
- 31 de janeiro
  -  Serena Williams vence o torneio de simples feminino do Aberto da Austrália de Tênis
  - A  Austrália vence a Copa da Ásia de Futebol

### Fevereiro
- 1 de fevereiro
  -  Novak Djokovic vence o torneio de simples masculino do Aberto da Austrália de Tênis
  - A   França vence o Campeonato Mundial de Handebol Masculino
  - O New England Patriots vence o Super Bowl XLIX e é campeão da NFL
- 7 de fevereiro - A  Argentina vence o Campeonato Sul-Americano de Futebol Sub-20
- 8 de fevereiro
  - A  Costa do Marfim vence a Copa Africana de Nações de Futebol
  - O  Brasil vence a Copa do Mundo de Polo em Neve da FIP
  - O  Rio de Janeiro vence o Campeonato Sul-Americano de Clubes de Voleibol Feminino
- 11 de fevereiro - O  River Plate vence a Recopa Sul-Americana de Futebol
- 15 de fevereiro - O  UPCN vence o Campeonato Sul-Americano de Clubes de Voleibol Masculino
- 22 de fevereiro -  Joey Logano vence as 500 Milhas de Daytona

### Março
- 15 de março
  -  Lewis Hamilton vence o Grande Prêmio da Austrália de Fórmula 1
  - O  Bauru vence a Liga das Américas de Basquetebol
- 21 de março - A  Irlanda vence o Torneio das Seis Nações de Rugby
- 29 de março
  -  Sebastian Vettel vence o Grande Prêmio da Malásia de Fórmula 1
  -  Juan Pablo Montoya vence a etapa de São Petersburgo da Indycar
  - O  Brasil vence o Campeonato Sul-Americano de Futebol Sub-17

### Abril
- 1 de abril - O  Chile venceu o Campeonato do Mundo de Polo
- 8 de abril - O  Kindermann vence a Copa do Brasil de Futebol Feminino
- 12 de abril
  -  Lewis Hamilton vence o Grande Prêmio da China de Fórmula 1
  - O  Cruzeiro vence a Superliga Brasileira de Voleibol Masculino
  -  James Hinchcliffe vence o Grande Prêmio da Louisiana da Fórmula Indy
- 19 de abril
  -  Lewis Hamilton vence o Grande Prêmio do Bahrein de Fórmula 1
  -  Scott Dixon vence a etapa de Long Beach da Fórmula Indy
- 26 de abril
  - O  Rio de Janeiro vence a Superliga Brasileira de Voleibol Feminino
  -  Josef Newgarden vence a etapa do Alabama da Fórmula Indy
  - O  Bayern de Munique vence o Campeonato Alemão de Futebol
- 29 de abril
  - O  Ceará vence a Copa do Nordeste de Futebol
  - O  América vence a Liga dos Campeões da CONCACAF

### Maio
- 2 de maio
  - A  Juventus vence o Campeonato Italiano de Futebol
  - O  América de Natal vence o Campeonato Potiguar de Futebol
  - O  Imperatriz vence o Campeonato Maranhense de Futebol
  - O  Gama vence o Campeonato Brasiliense de Futebol
- 3 de maio
  - O  Chelsea vence o Campeonato Inglês de Futebol
  - O  Vasco da Gama vence o Campeonato Carioca de Futebol
  - O  Santos vence o Campeonato Paulista de Futebol
  - O  Atlético Mineiro vence o Campeonato Mineiro de Futebol
  - O  Operário-PR vence o Campeonato Paranaense de Futebol
  - O  Internacional vence o Campeonato Gaúcho de Futebol
  - O  Santa Cruz vence o Campeonato Pernambucano de Futebol
  - O  Fortaleza vence o Campeonato Cearense de Futebol
  - O  Bahia vence o Campeonato Baiano de Futebol
  - O  Goiás vence o Campeonato Goiano de Futebol
  - O  Remo vence o Campeonato Paraense de Futebol
- 8 de maio - O  Cuiabá vence a Copa Verde de Futebol
- 9 de maio -  Will Power vence o Grande Prêmio de Indianápolis da Fórmula Indy
- 10 de maio
  -  Nico Rosberg vence o Grande Prêmio da Espanha de Fórmula 1
  - O  Eczacıbaşı VitrA vence o Campeonato Mundial de Clubes de Voleibol Feminino
- 11 de maio - O  Cuiabá vence o Campeonato Mato-Grossense de Futebol
- 16 de maio - O  Paris Saint-Germain vence o Campeonato Francês de Futebol
- 17 de maio
  - O  Benfica vence o Campeonato Português de Futebol
  - O  Dínamo de Kiev vence o Campeonato Ucraniano de Futebol
  - O  Zenit vence o Campeonato Russo de Futebol
  - O  Barcelona vence o Campeonato Espanhol de Futebol
  - O  Canadá vence o Campeonato Mundial de Hóquei no Gelo
  - O  Real Madrid vence a Euroliga de Basquetebol Masculino
- 24 de maio
  -  Nico Rosberg vence o Grande Prêmio da Mônaco de Fórmula 1
  -  Juan Pablo Montoya vence as 500 Milhas de Indianápolis
- 27 de maio
  - Quatorze pessoas, incluindo nove dirigentes da FIFA foram presos após acusações de corrupção
  - O  Sevilla vence a Liga Europa da UEFA
- 30 de maio
  - O  Flamengo vence o Novo Basquete Brasil
  -  Carlos Muñoz vence a 1ª corrida da etapa de Detroit da Fórmula Indy
- 31 de maio -  Sebastien Bourdais vence a 2ª corrida da etapa de Detroit da Fórmula Indy

### Junho
- 6 de junho
  -  Serena Williams vence o torneio de simples feminino de Roland-Garros (tênis)
  -  Marcelo Melo e  Ivan Dodig vencem o torneio de duplas masculinas de Roland-Garros (tênis)
  - O  Barcelona vence a Liga dos Campeões da UEFA
  -  Scott Dixon vence a etapa do Texas da Fórmula Indy
- 7 de junho
  -  Stanislas Wawrinka vence o torneio de simples masculino de Roland-Garros (tênis)
  -  Lewis Hamilton vence o Grande Prêmio do Canadá de Fórmula 1
- 14 de junho
  -  Nico Hülkenberg,  Earl Bamber e  Nick Tandy, com um Porsche 919 Hibrido, vencem as 24 Horas de Le Mans
  -  Josef Newgarden vence a etapa de Toronto da Fórmula Indy
- 16 de junho - O Golden State Warriors vence a NBA
- 20 de junho - A  Sérvia vence o Campeonato Mundial de Futebol Sub-20
- 21 de junho -  Nico Rosberg vence o Grande Prêmio da Áustria de Fórmula 1
- 27 de junho -  Graham Rahal vence a etapa de Fontana da Fórmula Indy
- 28 de junho -  Nelson Angelo Piquet vence a temporada inaugural da Fórmula E

### Julho
- 4 de julho - O  Chile vence a Copa América de Futebol
- 5 de julho
  -  Lewis Hamilton vence o Grande Prêmio da Grã-Bretanha de Fórmula 1
  - Os  Estados Unidos vencem a Copa do Mundo de Futebol Feminino
- 11 de julho -  Serena Williams vence o torneio de simples feminino do torneio de tênis de Wimbledon
- 12 de julho
  -  Novak Djokovic vence o torneio de simples masculino do torneio de tênis de Wimbledon
  -  Sébastien Bourdais vence a etapa de Milwaukee da Fórmula Indy
- 18 de julho -  Ryan Hunter-Reay vence a etapa de Iowa da Fórmula Indy
- 19 de julho - A  França vence a Liga Mundial de Voleibol
- 25 de julho
  - Sorteio final das Eliminatórias da Copa do Mundo FIFA de 2018
  - Os  Estados Unidos vencem o Grand Prix de Voleibol
- 26 de julho
  -  Sebastian Vettel vence o Grande Prêmio da Hungria de Fórmula 1
  - O  México vence a Copa Ouro da CONCACAF
- 31 de Julho -  Pequim é escolhida pelo Comité Olímpico Internacional como sede dos Jogos Olímpicos de Inverno de 2022

### Agosto
- 2 de agosto -  Graham Rahal vence a etapa de Mid-Ohio da Fórmula Indy
- 5 de agosto - O  River Plate vence a Copa Libertadores da América
- 8 de agosto - A  Austrália vence o Rugby Championship
- 11 de agosto - O  Barcelona vence a Supercopa da UEFA
- 16 de agosto - O  Canadá vence a Copa América de Basquetebol Feminino
- 23 de agosto
  -  Lewis Hamilton vence o Grande Prêmio da Bélgica de Fórmula 1
  -  Ryan Hunter-Reay vence a etapa de Pocono da Fórmula Indy
- 31 de agosto - Na Fórmula Indy,  Scott Dixon vence a etapa de Sonoma e o campeonato

### Setembro
- 6 de setembro
  - A  China vence a Copa do Mundo de Voleibol Feminino
  -  Lewis Hamilton vence o Grande Prêmio da Itália de Fórmula 1
- 12 de setembro
  -  Flavia Pennetta vence o torneio de simples feminino do US Open de tênis
  - A  Venezuela vence a Copa América de Basquetebol Masculino
- 13 de setembro -  Sébastien Ogier e  Julien Ingrassia vencem o Campeonato Mundial de Rali (WRC)
- 14 de setembro -  Novak Djokovic vence o torneio de simples masculino do US Open de tênis
- 20 de setembro
  -  Sebastian Vettel vence o Grande Prêmio de Singapura de Fórmula 1
  - A  Espanha vence o EuroBasket Masculino
  -  en:Alex Buncombe,  en:Katsumasa Chiyo e  en:Wolfgang Reip, com um Nissan GT-R Nismo GT3, vencem o Blancpain Endurance Series
- 23 de setembro - Os  Estados Unidos vencem a Copa do Mundo de Voleibol Masculino
- 27 de setembro
  -  Lewis Hamilton vence o Grande Prêmio do Japão de Fórmula 1
  - O  Real Madrid vence o Mundial Interclubes de Basquetebol

### Outubro
- 11 de Outubro
  - O Recreativo do Libolo vence o Girabola
- 3 de outubro
  - O  Brasil vence o Campeonato Sul-Americano de Voleibol Feminino
  -  João Barbosa e  Christian Fittipaldi, com um Corvette DP, vence o United SportsCar Championship na categoria protótipos
- 4 de outubro - O  Brasil vence o Campeonato Sul-Americano de Voleibol Masculino
- 10 de outubro - O  México vence a Copa Concacaf
- 11 de outubro -  Lewis Hamilton vence o Grande Prêmio da Rússia de Fórmula 1
- 17 de outubro -  Pascal Wehrlein vence o campeonato da DTM
- 25 de outubro -  Lewis Hamilton vence o Grande Prêmio dos Estados Unidos de Fórmula 1 e o campeonato
- 31 de outubro
  - A  Nova Zelândia vence a Copa do Mundo de Rugby Union
  - O  Cruzeiro vence o Campeonato Mundial de Clubes de Voleibol Masculino

### Novembro
- 1 de novembro
  -  Nico Rosberg vence o Grande Prêmio do México de Fórmula 1
  - O  Boca Juniors vence o Campeonato Argentino de Futebol
- 8 de novembro
  - O  Brasil vence o Grand Prix de Futsal
  -  Jorge Lorenzo vence o campeonato da MotoGP
- 14 de novembro - O  Botafogo-SP vence o Campeonato Brasileiro de Futebol da Série D
- 15 de novembro -  Nico Rosberg vence o Grande Prêmio do Brasil de Fórmula 1
- 19 de novembro - O  Corinthians vence o Campeonato Brasileiro de Futebol
- 20 de novembro - O  Botafogo vence o Campeonato Brasileiro de Futebol da Série B
- 21 de novembro
  -  Timo Bernhard,  Mark Webber e  Brendon Hartley, com um Porsche 919 Hybrid, vencem o Campeonato Mundial de Endurance FIA
  - O  Vila Nova vence o Campeonato Brasileiro de Futebol da Série C
- 22 de novembro
  -  Kyle Busch vence a NASCAR Sprint Cup
  -  Novak Djokovic no torneio de simples e  Jean-Julien Rojer com  Horia Tecău no torneio de duplas, vencem o ATP World Tour Finals
- 29 de novembro
  - O  Carlos Barbosa vence a Liga Nacional de Futsal
  -  Nico Rosberg vence o Grande Prêmio de Abu Dhabi de Fórmula 1
  - O  Reino Unido vence a Copa Davis de tênis

### Dezembro
- 2 de dezembro - O  Palmeiras vence a Copa do Brasil de Futebol
- 6 de dezembro - O  Portland Timbers vence a MLS
- 9 de dezembro
  - O  Santa Fe vence a Copa Sul-Americana de Futebol
  - O  Brasília vence a Liga Sul-Americana de Basquetebol
- 13 de dezembro -  Marcos Gomes vence o campeonato da Stock Car Brasil
- 17 de dezembro -  Adriano de Souza vence o Circuito Mundial de Surfe
- 20 de dezembro
  - O  Barcelona vence a Copa do Mundo de Clubes da FIFA
  - A   Noruega vence o Campeonato Mundial de Handebol Feminino
- 31 de dezembro -  Yimer Wude Ayalew e  Stanley Biwott vencem a Corrida de São Silvestre